# Saison 2025 de l'équipe cycliste SD Worx-Protime
La saison 2025 de l'équipe cycliste SD Worx-Protime est la seizième de la formation néerlandaise.

## Préparation de la saison

### Partenaires et matériel de l'équipe
L'entreprise de logiciel d'aide aux ressources humaines SD Worx est le partenaire principal de l'équipe. Protime est un logiciel de suivi du temps de travail et un réseau social d'entreprise.
Au niveau matériel, l'équipe utilise des vélos Specialized.

### Arrivées et départs
À la différence de la saison précédente, l'effectif connaît un important renouvellement notamment au niveau de ses leaders.
Ainsi la chef de file Demi Vollering s'engage auprès de l'équipe FDJ-Suez, Marlen Reusser part chez Movistar et Niamh Fisher-Black rejoint Lidl-Trek.
Côté recrutement, le plus marquant est le retour d'Anna van der Breggen à la compétition, après trois saisons passées dans l'encadrement de l'équipe.
| Arrivées             | Équipe 2024         |
| -------------------- | ------------------- |
| Steffi Häberlin      | néo pro             |
| Mikayla Harvey       | UAE Team ADQ        |
| Julia Kopecký        | AG Insurance-Soudal |
| Marta Lach           | Ceratizit           |
| Skylar Schneider     | Miami Blazers       |
| Geerike Schreurs     | néo pro             |
| Laura Stigger        | néo pro             |
| Anna van der Breggen | encadrement SD-Worx |

| Départs            | Équipe 2024      |
| ------------------ | ---------------- |
| Niamh Fisher-Black | Lidl-Trek        |
| Christine Majerus  | arrêt            |
| Marlen Reusser     | Movistar         |
| Anna Shackley      | arrêt début 2024 |
| Lonneke Uneken     | VolkerWessels    |
| Demi Vollering     | FDJ-Suez         |

### Effectifs
| Effectif 2025                          | Effectif 2025     | Effectif 2025    | Effectif 2025                     |
| Cycliste                               | Date de naissance | Pays             | Équipe précédente                 |
| -------------------------------------- | ----------------- | ---------------- | --------------------------------- |
| Mischa Bredewold                       | 20 juin 2000      | Pays-Bas         | Parkhotel Valkenburg (2022)       |
| Elena Cecchini                         | 25 mai 1992       | Italie           | Canyon-SRAM Racing (2020)         |
| Femke Gerritse                         | 14 mai 2001       | Pays-Bas         | Parkhotel Valkenburg (2023)       |
| Barbara Guarischi                      | 10 février 1990   | Italie           | Movistar Team (2022)              |
| Steffi Häberlin                        | 11 décembre 1997  | Suisse           |                                   |
| Mikayla Harvey                         | 7 septembre 1998  | Nouvelle-Zélande | UAE Team ADQ (2024)               |
| Julia Kopecký                          | 10 août 2004      | Tchéquie         | AG Insurance-Soudal NXTG (2024)   |
| Lotte Kopecky                          | 10 novembre 1995  | Belgique         | Liv Racing (2021)                 |
| Marta Lach                             | 26 mai 1997       | Pologne          | Ceratizit-WNT Pro Cycling (2024)  |
| Femke Markus                           | 17 novembre 1996  | Pays-Bas         | Parkhotel Valkenburg (2022)       |
| Skylar Schneider                       | 3 septembre 1998  | États-Unis       | Miami Blazers (2024)              |
| Marie Schreiber                        | 17 avril 2003     | Luxembourg       | Acrog-Tormans/Balen BC (2023)     |
| Geerike Schreurs                       | 19 mai 1989       | Pays-Bas         | Sengers (2013)                    |
| Laura Stigger                          | 25 septembre 2000 | Autriche         |                                   |
| Chantal van den Broek-Blaak (–11 fév.) | 22 octobre 1989   | Pays-Bas         | Specialized-Lululemon (2014)      |
| Anna van der Breggen                   | 18 avril 1990     | Pays-Bas         | Rabo Liv Women (2016)             |
| Blanka Vas                             | 3 septembre 2001  | Hongrie          | Doltcini-Van Eyck-Proximus (2021) |
| Lorena Wiebes                          | 17 mars 1999      | Pays-Bas         | Team DSM (2022)                   |
| Lisa van Belle (29 avr.–31 déc.)       | 30 janvier 2004   | Pays-Bas         | VELOPRO-Alphamotorhomes (2025)    |
|                                        |                   |                  |                                   |
| Source : ProCyclingStats               |                   |                  |                                   |

### Encadrement
Le general manager (représentant de l'équipe auprès de l'UCI) est Erwin Jansesen. La direction sportive de l'équipe est gérée par Danny Stam et Christian Kos. Gianpaolo Mondini est leur adjoint, alors que Lars Boom a suivi Demi Vollering chez FDJ-Suez et qu'Anna van der Breggen a repris la compétition.

## Victoires

### Sur route
| Victoires | Victoires                                             | Victoires           | Victoires | Victoires                    | Victoires |
| Date      | Course                                                | Pays                | Classe    | Vainqueur                    |           |
| --------- | ----------------------------------------------------- | ------------------- | --------- | ---------------------------- | --------- |
| 6 fév.    | 1re étape du Tour des Émirats arabes unis             | Émirats arabes unis | 2.WWT     | Lorena Wiebes                |           |
| 7 fév.    | 2e étape du Tour des Émirats arabes unis              | Émirats arabes unis | 2.WWT     | Lorena Wiebes                |           |
| 9 fév.    | 4e étape du Tour des Émirats arabes unis              | Émirats arabes unis | 2.WWT     | Lorena Wiebes                |           |
| 14 fév.   | 2e étape de la Semaine cycliste valencienne           | Espagne             | 2.Pro     | Mischa Bredewold             |           |
| 2 mars    | Omloop van het Hageland                               | Belgique            | 1.1       | Femke Gerritse               |           |
| 4 mars    | Le Samyn des Dames                                    | Belgique            | 1.1       | Lorena Wiebes                |           |
| 19 mars   | Nokere Koerse                                         | Belgique            | 1.Pro     | Marta Lach                   |           |
| 22 mars   | Milan-San Remo féminin                                | Italie              | 1.WWT     | Lorena Wiebes                |           |
| 27 mars   | Classic Bruges-La Panne                               | Belgique            | 1.WWT     | Lorena Wiebes                |           |
| 30 mars   | Gand-Wevelgem                                         | Belgique            | 1.WWT     | Lorena Wiebes                |           |
| 6 avr.    | Tour des Flandres                                     | Belgique            | 1.WWT     | Lotte Kopecky                |           |
| 20 avr.   | Amstel Gold Race                                      | Pays-Bas            | 1.WWT     | Mischa Bredewold             |           |
| 3 mai     | Festival Elsy Jacobs à Garnich                        | Luxembourg          | 1.1       | Marta Lach                   |           |
| 6 mai     | 3e étape du Tour d'Espagne                            | Espagne             | 2.WWT     | Femke Gerritse               |           |
| 7 mai     | 4e étape du Tour d'Espagne                            | Espagne             | 2.WWT     | Anna van der Breggen         |           |
| 16 mai    | 1re étape du Tour du Pays basque                      | Espagne             | 2.WWT     | Mischa Bredewold             |           |
| 17 mai    | 2e étape du Tour du Pays basque                       | Espagne             | 2.WWT     | Mischa Bredewold             |           |
| 22 mai    | 1re étape du Tour de Burgos                           | Espagne             | 2.WWT     | Lorena Wiebes                |           |
| 5 juin    | 1re étape du Tour de Grande-Bretagne                  | Royaume-Uni         | 2.WWT     | Kimberley Le Court de Billot |           |
| 14 juin   | Dwars door het Hageland                               | Belgique            | 1.1       | Lorena Wiebes                |           |
| 21 juin   | Copenhagen Sprint féminin                             | Danemark            | 1.WWT     | Lorena Wiebes                |           |
| 24 juin   | Championnat des Pays-Bas du contre-la-montre          | Pays-Bas            | CN        | Mischa Bredewold             |           |
| 26 juin   | Championnat du Luxembourg du contre-la-montre         | Luxembourg          | CN        | Marie Schreiber              |           |
| 26 juin   | Championnat de République tchèque du contre-la-montre | Tchéquie            | CN        | Julia Kopecký                |           |
| 27 juin   | Championnat de Belgique du contre-la-montre           | Belgique            | CN        | Lotte Kopecky                |           |
| 28 juin   | Championnat de Suisse sur route                       | Suisse              | CN        | Steffi Häberlin              |           |
| 28 juin   | Championnat des Pays-Bas sur route                    | Pays-Bas            | CN        | Lorena Wiebes                |           |
| 29 juin   | Championnat du Luxembourg sur route                   | Luxembourg          | CN        | Marie Schreiber              |           |
| 29 juin   | Championnat de Hongrie sur route                      | Hongrie             | CN        | Blanka Vas                   |           |

### Résultats sur les courses majeures

#### Grands tours
| Grand tour            | Tour d'Espagne            | Tour d'Italie                  | Tour de France |
| --------------------- | ------------------------- | ------------------------------ | -------------- |
| Coureuse (classement) | Anna van der Breggen (3e) | Anna van der Breggen (6e)      |                |
| Accessits             | 1 étapes                  | 2 étapes Classement par points |                |

## Classement mondial
| Classement UCI | Classement UCI | Classement UCI | Classement UCI |
| Coureur        | Coureur        | Pays           | Points         |
| -------------- | -------------- | -------------- | -------------- |